# Graham Nolan
Graham Nolan (Long Beach, 12 marzo 1962) è un fumettista statunitense. È un disegnatore conosciuto principalmente per la sua opera negli anni novanta sui fumetti di Batman della DC Comics e per le tavole domenicali dell'Uomo Mascherato. Ha collaborato frequentemente con lo scrittore Chuck Dixon.

## Carriera
Il suo primo lavoro è nell'aprile del 1985, su Talent Showcase n.16 della DC, insieme con – fra gli altri – Eric Shanower e Stan Woch. Passa quindi a realizzare alcuni numeri del fumetto inglese dei Transformers per poi approdare nel 1988 a realizzare una sequenza di dodici numeri di Power of the Atom, di nuovo per la DC. Nel giugno 1990 inizia a disegnare, su testi di John Ostrander e Tim Truman, le matite di Hawkworld, che continuerà a realizzare per ventisei numeri fino al 1992. Tra il 1992 e il 1998, Nolan lavora a molti albi di Detective Comics, illustrando parti chiave delle saghe Batman: Knightfall e Batman: KnightsEnd in cui compaiono Batman e Azrael.

## Opere

### Moonstone Books
- The Phantom: The Graham Nolan Sundays Vol. 1
- The Phantom: The Graham Nolan Sundays Vol. 2
- The Phantom Annual n.1

### DC Comics
- Batman: Bane of the Demon
- Batman: Vengeance of Bane
- Batman: Vengeance of Bane II The Redemption
- Detective Comics
- Joker: Devil's Advocate
- Superman: The Odyssey
- JLA vs Predator
- Batman & Spider-Man: New Age Dawning

### Compass Comics
- Monster Island

### Altro
- The Expendables Go to Hell (2020)[1]